# 캐스터네츠
캐스터네츠(영어: castanets, 독일어: Kasta netten, 프랑스어: casta nettes, 이탈리아어: casta nettae)는 타악기, 그 중에서도 체명악기에 속하는 악기이다.
캐스터네츠란 단어는 스페인어의 카스타니아(밤나무의 열매)에서 유래하였다. 그 이름대로 안쪽이 파여진 작은 두쪽으로 밑부분을 끈으로 맨 것이다. 재질은 보통 굳은 나무가 쓰이나, 금속 또는 상아로 만든 경우도 있다. 고대 이집트나 그리스의 크로탈과 같은 것으로, 이 종류의 악기는 세계 여러 곳에 분포하고 있으나 캐스터네츠는 탬버린과 같이 특히 스페인, 이탈리아 남부의 향토 무용에서는 없어서는 안 될 악기이다.
연주자는 좌우 양손에 한 벌씩 가지고, 한쪽 줄에 엄지손가락, 다른 쪽엔 인지나 가운데손가락 또는 약지의 하나 또는 두손가락 이상을 끼고 손을 잡듯이 맞부딪혀 소리를 낸다. 현재는 순수한 리듬악기로 쓰는 예가 많다. 오케스트라에 쓸 때에는 본래의 주법 그대로 연주하기가 쉽지 않아서 긴 막대를 붙여 소리를 낸다.

## 같이 보기
- 핑거 심벌즈